# Tyché de Constantinople

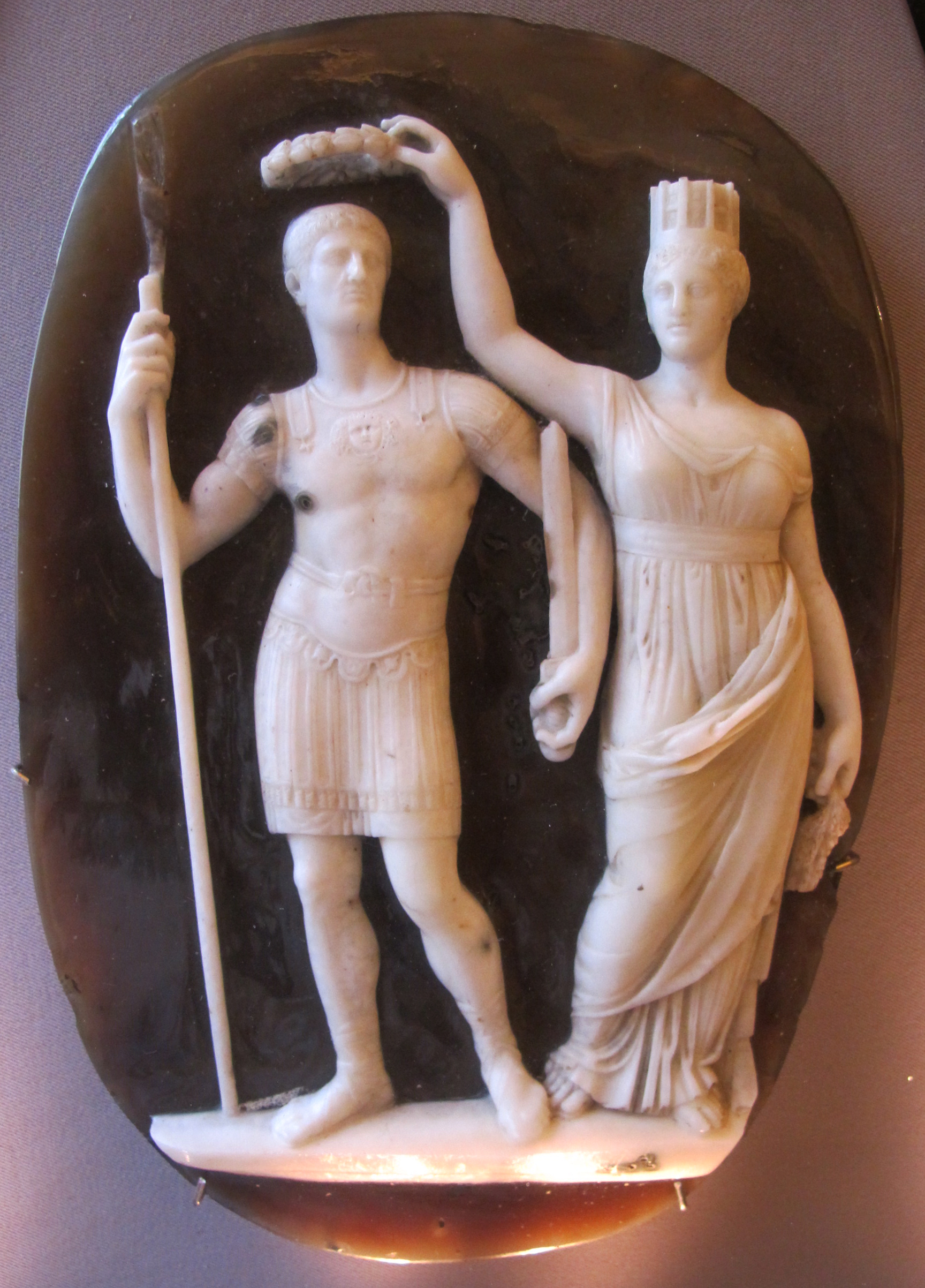
La Tychē de Constantinople tenant une couronne de laurier sur la tête de Constantin (camée du IV

La Tyché (en grec : Τύχη; à Rome : Fortuna)  de Constantinople était la personnalisation de la divinité tutélaire du destin vénérée comme protectrice (tutela) de la cité pendant l’Empire byzantin.

## Origine

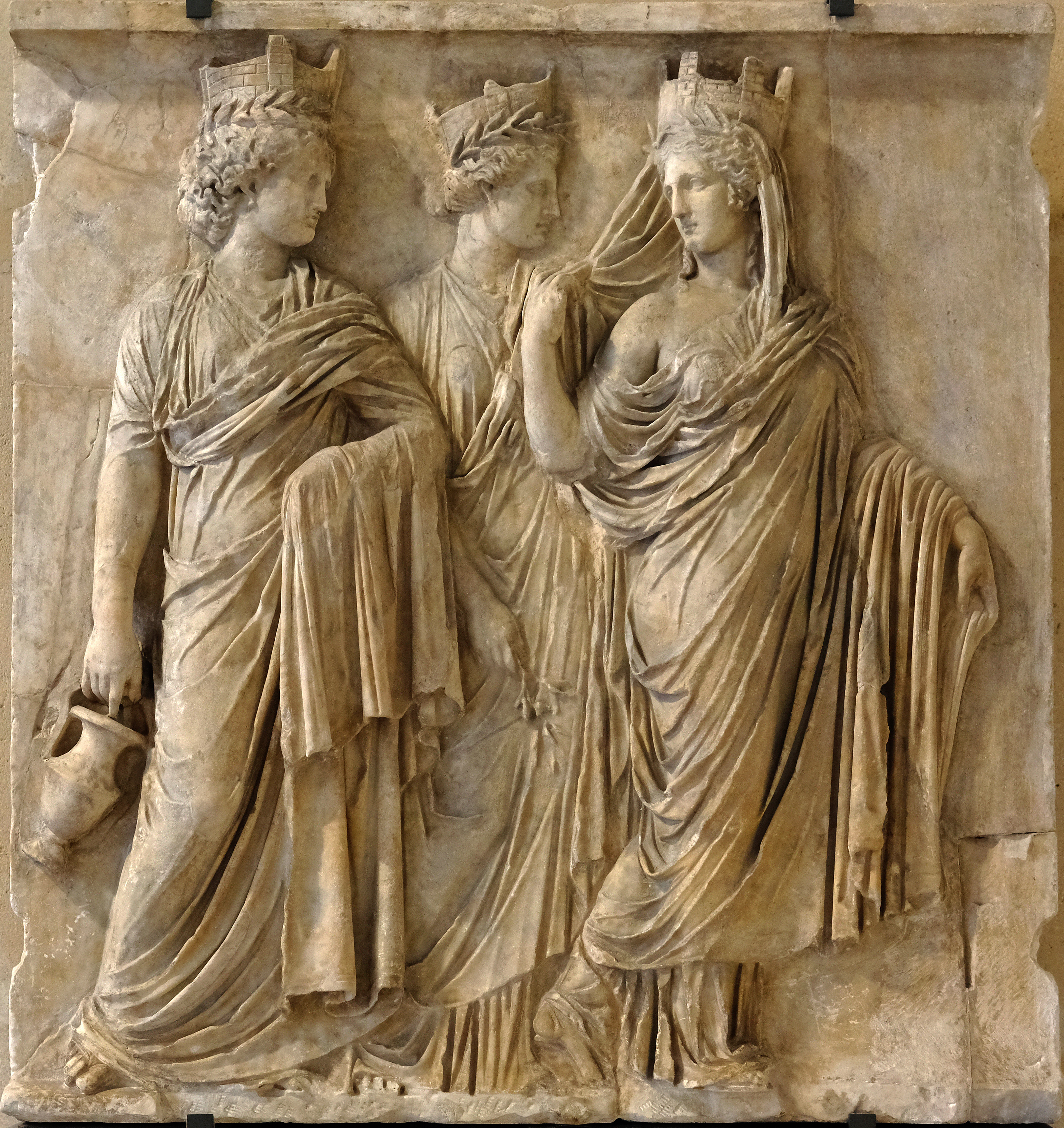
Bas-relief représentant trois Tyché vers 160 ap. J.-C. (Musée du Louvre).

Dans la mythologie grecque classique, Tyché était la divinité de la chance et du destin, celle qui dispensait bonheur ou malheur à une cité. On lui connait diverses généalogies. Selon le poète grec Hésiode, elle était fille du dieu Oceanus et de Téthys, mais d’autres la disaient fille de Zeus ou d’Hermès et d’Aphrodite. 
Les anciens Grecs croyaient qu’elle était à l’origine d’évènements aux causes inconnues comme les inondations, les sécheresses, ou même d’évènements politiques inattendus. Lorsque ces évènements étaient bénéfiques, on se référait à elle comme à Eutychia (litt : bonne chance).  
Progressivement, au cours de la période hellénistique (323 av. J.-C. – 31 ap. J.-C.), diverses cités se mirent à vénérer leur propre Tyché, adaptation locale de la Tyché originelle; on la retrouve ainsi sur diverses pièces de monnaie dans les trois derniers siècles avant Jésus-Christ, en particulier sur celles émises par les villes de la mer Égée. Cette tradition se transmit à Rome où la déesse prit le nom de Fortuna. La Fortune romaine prit une importance plus grande qu’en Grèce. À l’époque chrétienne, elle devint une simple personnification de la cité sans  connotation religieuse. 
Ces Tyché locales sont souvent représentées en groupe de trois ou quatre, représentant respectivement les Tyché de Rome (représentée en costume militaire), de Constantinople (tenant une corne d’abondance), d’Alexandrie (portant des épis de  blé et montée sur une proue de navire) et/ou d’Antioche (accompagné d’un nageur, représentation du fleuve Oronte).
Sous Constantin, les Tyché de Rome et de Constantinople réunies pouvaient être présentées comme la personnification de l’empire gouvernant le monde.

## À Constantinople
La Tyché de Constantinople apparait dès la fondation de la ville. Au cours des cérémonies qui marquèrent la dédicace de Constantinople le 11 mai 330, l’empereur Constantin lui aurait consacré la ville au cours d’un sacrifice  non sanglant où il conféra à la déesse protectrice le nom de « Anthousa » (litt. Celle qui fleurit), titre qui faisait référence à celui de Rome : « Flora »,. Il émit également un décret au terme duquel, lors des célébrations marquant l’anniversaire des premiers jeux dans le nouvel hippodrome, une statue de bois qu’il avait fait sculptée le représentant tenant dans sa main droite une statue de la Tychē de la ville devrait y être amenée en grande pompe, que le chariot sur lequel elle se trouvait, après avoir fait un tour de piste, s’arrêterait devant la loge impériale où l’empereur du moment devait se lever et lui rendre hommage. Par osmose, la Protectrice de la cité devenait ainsi la Protectrice de l’empereur, souvenir du concept romain en fonction duquel les empereurs avaient leur propre Tychē ou génie protecteur. L’hagiographie rapporte le cas de chrétiens qui furent martyrisés pour avoir refusé de sacrifier à la Tychē impériale . 
Pendant la même période, on assista à des tentatives d’adaptation du concept au christianisme. Toutefois, divers pères de l’Église comme Eusèbe de Césarée, Cyrille de Jérusalem, contemporains de Constantin, rejetteront ce concept déterministe comme incompatible avec un monde gouverné par Dieu où devait régner l’ordre imposé par l’empereur.  
Selon une tradition, Constantin avait fait ériger dans le forum qui porte son nom un groupe le représentant avec sa mère, une croix et la Tychē sur le front de laquelle, il aurait fait graver (par la suite ?) une croix que l’empereur Julien (empereur à part entière 361 – 363), retourné au paganisme fit enlever comme une offense à la déesse ,. Justinien Ier (r. 527 – 565) fit pour sa part proclamer que la Tychē de l’empereur transcendait toute limitation puisqu’elle était « la loi vivante » donnée par Dieu.
Divers historiens byzantins comme Léon le Diacre (né avant 950, mort après 992),  Jean Cinnamos (né en 1143/1144, mort après 1185), se réfèreront par la suite à ce concept. Théodore Métochitès (1270-1332) en particulier lui attribuera une importance plus ou moins grande dans la destinée des nations autant que des individus, soulignant que si elle pouvait s’avérer bénéfique (agathē tychē), elle pouvait également s’avérer volatile envoyant indifféremment bonheur et malheur.

## Iconographie

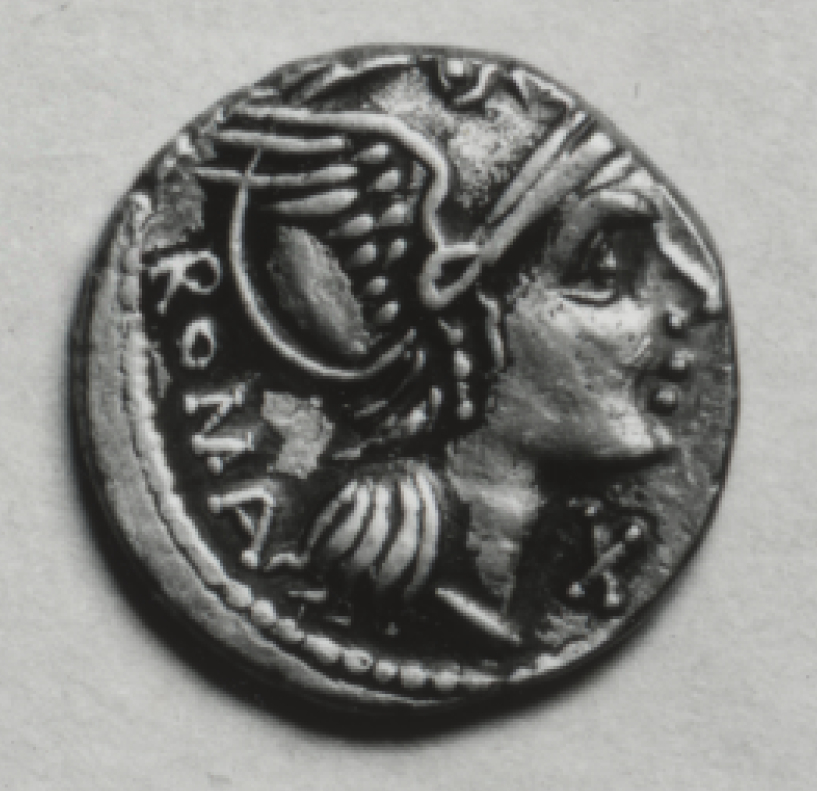
La déesse Roma coiffée d’un casque ailé (Dinarius, 93-92 av. J.-C. Musée Walters Art).

Dépendant de la représentation les attributs de Tyché comprenaient: la coiffure tourelée, une corne d’abondance, un épi, des fruits, un casque, un bouclier ou une lance . En tant que personnification de la cité, Tychē ou Anthousa pouvait être vue en faisant abstraction de son caractère de déesse classique et, comme la Victoire, devenir un symbole acceptable pour les chrétiens.
La Tyché de Constantinople apparait de deux façons sur des pièces de monnaie et des médaillons. Dans une première représentation, telle la déesse Roma, on la voit coiffée d’un casque ailé; dans une autre, utilisée sur des médaillons datant de 330 et frappés pour marquer l’inauguration de la ville, elle est coiffée d’une couronne où des tours représentent les murailles de la ville; elle est assise sur un trône ayant une proue de bateau à ses pieds.
Dans l’iconographie, Tyché partageait certains des attributs de la déesse Cybèle, notamment la couronne de murs tourelés qui faisait d’elle la gardienne des villes. Zozime, historien grec ayant vécu au tournant des Ve siècle et VIe siècle et qui était resté païen à une époque où le christianisme était déjà protégé par les empereurs, reprochera à Constantin d’avoir modifié une statue de la déesse Rhea-Cybèle. « Son mépris pour la religion [fit qu’il] enleva les lions qui étaient de chaque côté [de la déesse] et modifia la position de ses mains; alors qu’elle semblait auparavant retenir les lions, elle semble maintenant en prière, regardant la cité pour la protéger ». L’intention de Constantin aurait ainsi été de transformer la déesse Cybèle en Tychē, protectrice de Constantinople. 
La Tyché de Constantinople continua à apparaitre dans l’art de l’Empire romain d’Orient, notamment sur les diptyques consulaires et sur des bijoux jusqu’au VIe siècle.

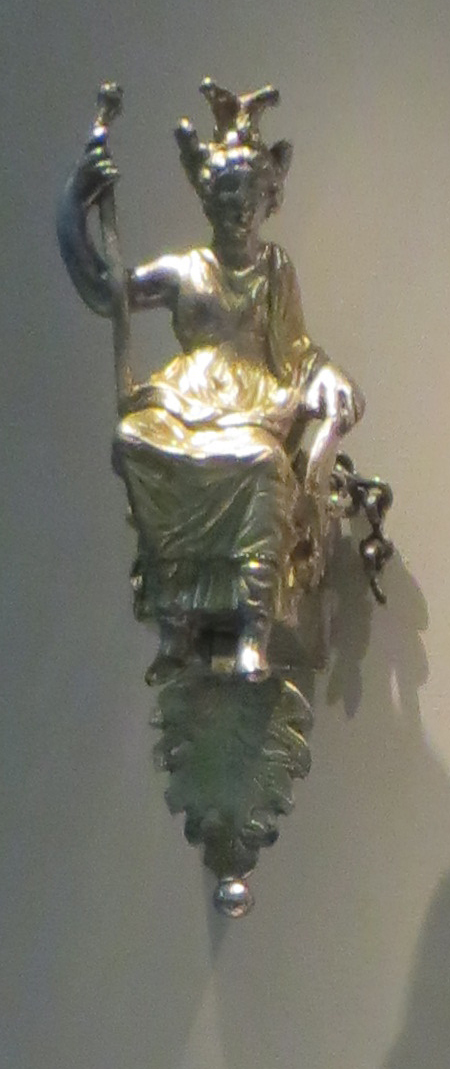
La Tychē de Rome
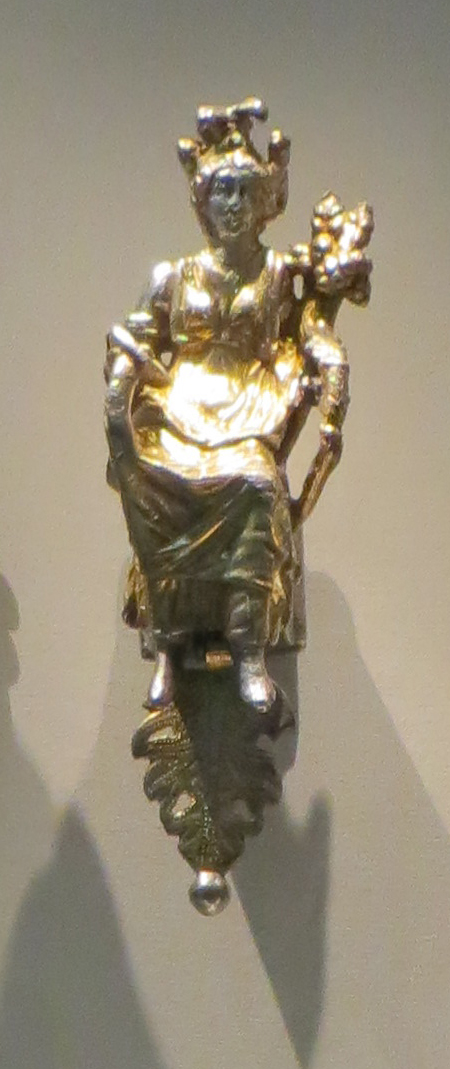
La Tychē de Constantinople
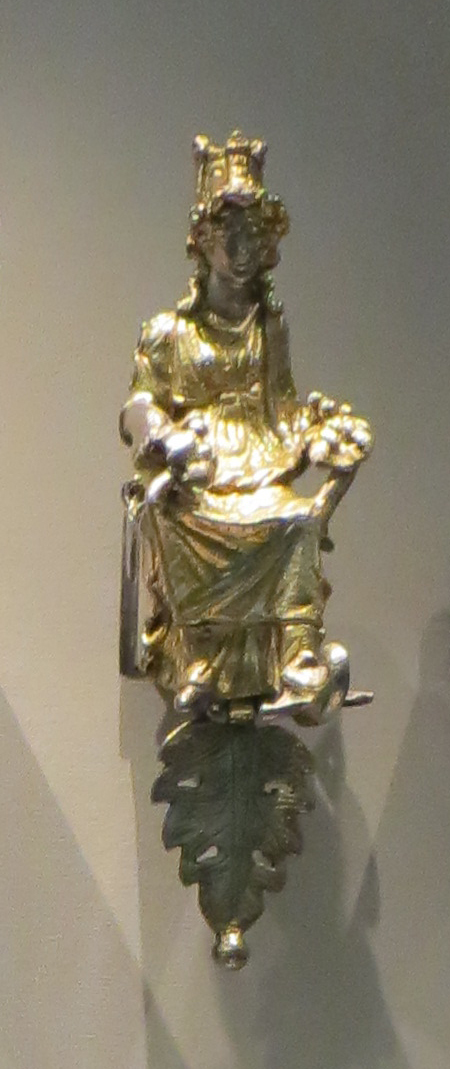
La Tychē d’Alexandrie.
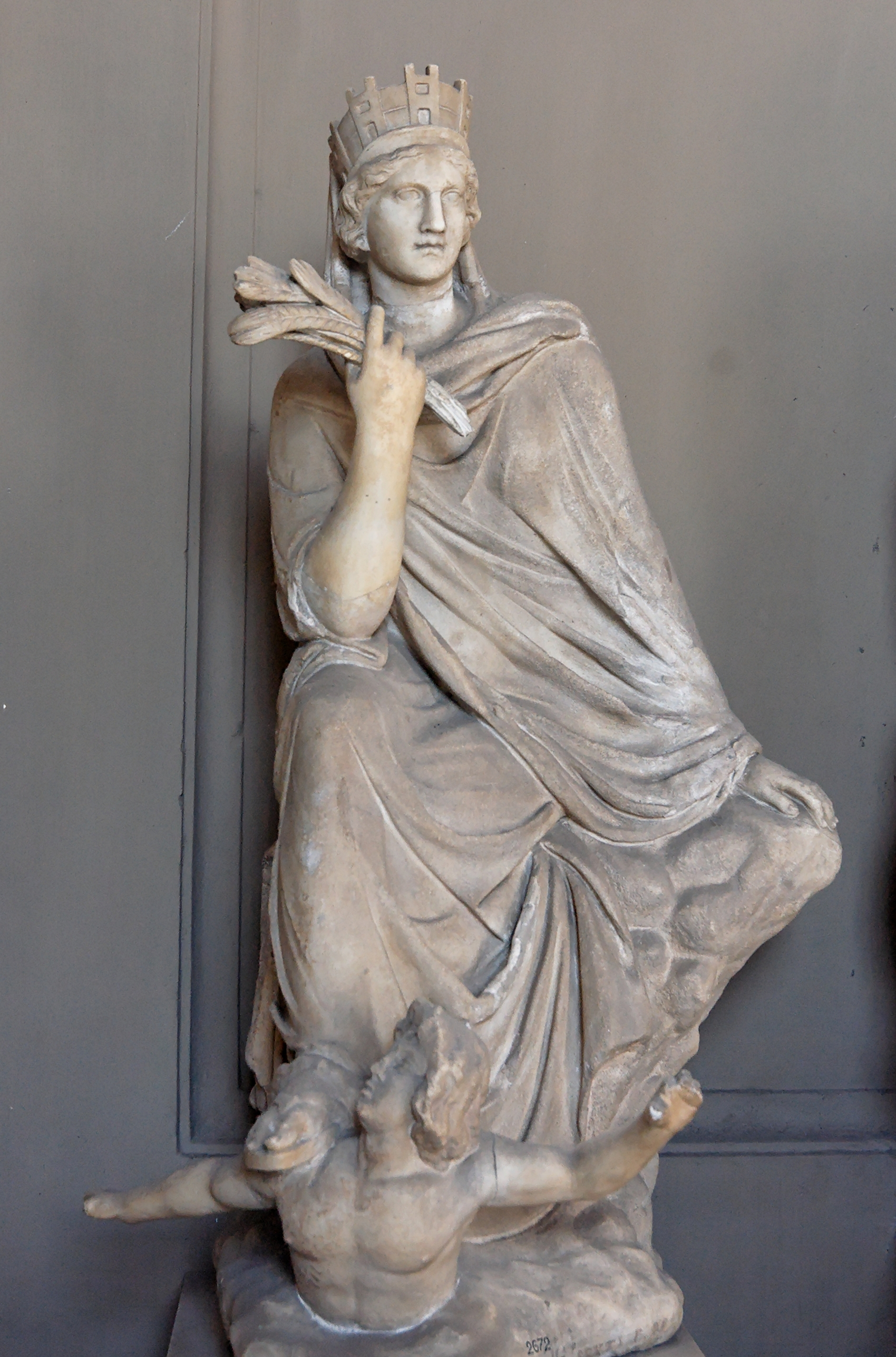
La Tychē d’Antioche, copie romaine d'un original d'Eutychidès de Sicyone
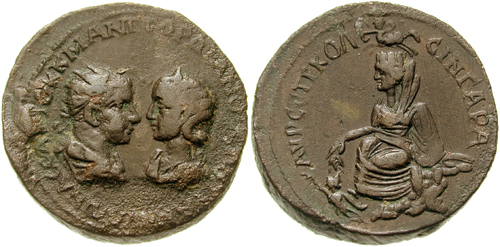
Tychē représentée sur une monnaie de bronze de Gordien III (r. 238 – 244).